# Giải đua ô tô Công thức 1 Ả Rập Xê Út
Giải đua ô tô Công thức 1 Ả Rập Xê Út  (tiếng Ả Rập: جائزة السعودية الكبرى) là một chặng đua Công thức 1 diễn ra hàng năm ở Ả Rập Xê Út kể từ năm 2021 tại trường đua Jeddah Corniche, Jeddah, Ả Rập Xê Út.

## Lịch sử
Năm 2019, Ả Rập Xê Út quan tâm đến việc tổ chức một chặng đua Công thức 1 và một đường đua sẽ được xây dựng gần thủ đô Riyadh như một phần của khu phức hợp giải trí Qiddiya mới được xây dựng. Trường đua này dự kiến hoàn thành vào năm 2023. Do công việc xây dựng bị trì hoãn do đại dịch COVID-19 và sự mong muốn tổ chức một chặng đua Công thức 1 sớm hơn của ban tổ chức, kế hoạch xây dựng một trường đua đường phố ở thành phố cảng Jeddah đã được bắt đầu.
Với tên gọi Jeddah Corniche và được thiết kế bởi Hermann Tilke, trường đua này nằm ở quận Corniche. Giải đua ô tô Công thức 1 Ả Rập Xê Út được tổ chức với tư cách là một chặng đua ban đêm. Vào ngày 17 tháng 12 năm 2020, FIA đã xác nhận lịch đua cho Giải đua xe Công thức 1 2021 và Giải đua ô tô Công thức 1 Ả Rập Xê Út được tổ chức.
Phiên bản đầu tiên của chặng đua này dự kiến diễn ra vào ngày 28 tháng 11 năm 2021 với tư cách là chặng đua áp chót của mùa giải. Với sự thay đổi trong lịch đua do những hạn chế do đại dịch COVID-19 áp đặt, chặng đua đã bị hoãn lại đến ngày 5 tháng 12 năm 2021.
Vào tháng 10 năm 2022, Bộ trưởng thể thao Ả Rập Xê Út Abdulaziz bin Turki Al Saud bày tỏ sự quan tâm đến việc cả Jeddah và Qiddiya tổ chức các chăng đua Công thức 1 hàng năm hoặc để Giải đua ô tô Công thức 1 Ả Rập Xê Út được tổ chức luân phiên giữa hai địa điểm sau khi đường đua ở Qiddiya mở cửa.
Vào tháng 1 năm 2023, nhà tổ chức cuộc đua đã thông báo rằng Giải đua ô tô Công thức 1 Ả Rập Xê Út dự kiến sẽ được tổ chức ở Jeddah cho đến năm 2027 trong khi công việc xây dựng trên đường đua Qiddiya vẫn tiếp tục. Trường đua Jeddah vẫn có thể được sử dụng cho một chặng đua Công thức 1 riêng biệt cùng với Qiddiya.

## Kết quả theo năm
| Năm  | Tay đua        | Đội đua                    | Địa điểm                   | Chi tiết |
| ---- | -------------- | -------------------------- | -------------------------- | -------- |
| 2021 | Lewis Hamilton | Mercedes                   | Trường đua Jeddah Corniche | Chi tiết |
| 2022 | Max Verstappen | Red Bull Racing-RBPT       | Trường đua Jeddah Corniche | Chi tiết |
| 2023 | Sergio Pérez   | Red Bull Racing-Honda RBPT | Trường đua Jeddah Corniche | Chi tiết |
| 2024 | Max Verstappen | Red Bull Racing-Honda RBPT | Trường đua Jeddah Corniche | Chi tiết |